# Теодект
Теоде́кт (др.-греч. Θεοδέκτης) (умер в 334 г. до н. э.) — оратор и трагический поэт родом из Фаселиды в Ликии, ученик Исократа и Платона, друг Аристотеля. В 352 до н. э. был приглашён царицей Карии Артемисией III произнести надгробную речь над могилой её мужа Мавзола. На устроенной им для себя гробнице близ Афин Теодект поместил надпись о том, что он 8 раз победил в 13 состязаниях, и украсил ее различными статуями, из которых к более позднему периоду сохранилась только статуя Гомера.